# Melissodes ablusa
Melissodes ablusa är en biart som beskrevs av Cockerell 1926. Melissodes ablusa ingår i släktet Melissodes och familjen långtungebin. Inga underarter finns listade i Catalogue of Life.